# Acuario de la isla de Mactán
El Acuario de la isla de Mactán es el primer acuario de su tipo en la región de Bisayas y el único acuario público fuera de Luzón en todas las islas de las Filipinas.
El museo acuario está abierto desde octubre de 2008 y tiene más de 30 exposiciones mostrando la vida acuática de Cebú desde serpientes a los tiburones.
El acuario ha completado recientemente una mudanza a un sitio más grande.